# خطاب شبورتبالاست

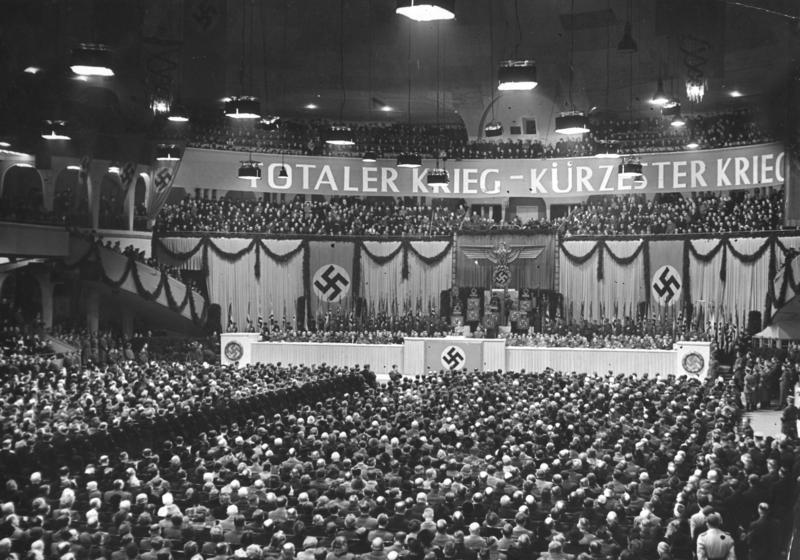
التجمع النازي في 18 فبراير 1943 ببرلين شبورتبالاست، ومكتوب على اللافتة المُعلّقة "Totaler Krieg – Kürzester Krieg" (الحرب الشاملة - الحرب الأقصر).

خطاب شبورتبالاست (بالألمانية: Sportpalastrede، خطاب قصر الرياضة) والمعروف أيضًا باسم خطاب الحرب الشاملة، خطاب ألقاه وزير الدعاية يوزف غوبلز في قصر الرياضة ببرلين أمام حشد كبير، مُنتقى بعناية فائقة، بغرض الدعاية للحرب الشاملة مع تأجج الوضع خلال الحرب العالمية الثانية وتبدّل مقدّرات الحرب ومردودها ضد ألمانيا وحلفائها من دول المحور.
ويُعد هذا الخطاب واحد من أشهر الخطابات التي ألقاها غوبلز على الإطلاق، والذي جاء فيه اعتراف القيادة الألمانية للمرة الأولى، وعلى الملأ، بتعرّض ألمانيا لخطر محقق خلال الحرب، حيث طالب غوبلز الشعب الألماني الاستمرار في دعم الحرب في الوقت الذي بدأت تأخذ فيه الحرب منحنى صعبًا وخطيرًا، بعد أن أصبح بقاء كلا من ألمانيا من جهة والبلشفية من جهة أخرى على المحك.

## الخلفية
بخلاف العام الأسبق، بدأ عام 1943 بداية غير مبشرة للمؤسسة العسكرية الألمانية والتي عانت العديد من الخسائر على كافة جبهات الحرب، فبحلول الثاني من فبراير انتهت معركة ستالينغراد باستسلام الفيلد مارشال فريدريتش باولوس والجيش السادس للقوات السوفيتية، كذلك مطالبة كلا من ونستون تشرشل وفرانكلين روزفلت ألمانيا بالاستسلام غير المشروط خلال مؤتمر الدار البيضاء، علاوة على الانتصارات المتلاحقة للقوات السوفيتية واستمرارها في تحرير ترابها الوطني واستعادة أراضيها من براثن القوات الألمانية؛ حيث قامت باستعادة كورسك في الثامن من فبراير، وروستوف في الرابع عشر من فبراير، وخاركوف في السادس عشر من فبراير.
وفي شمال أفريقيا، بدأ الفيلق الأفريقي تحت قيادة الفيلد مارشال إرفين رومل في الترنُّح وفقدان تقدمه بعد تعرض سفن الإمدادات الألمانية المُبحرة صوب طرابلس للغرق على يد الحلفاء خلال شهر يناير من العام نفسه، وما تبعها من نتائج سلبية على القوات الألمانية مُتمثّلة في نهاية حملة الصحراء الغربية بانتصار القوات البريطانية ومحاصرة قوات المحور المتمركزة في تونس بين فرعي قوات الحلفاء المتقدمة من الجزائر من جهة وليبيا من الجهة الأخرى، كما أثّر تداعي القوى العسكرية الإيطالية في إفريقيا على المجهود الحربي الألماني والذي جعل من حملة شمال أفريقيا حملة ألمانية برمّتها، هذا بالإضافة إلى تقدّم البحرية الأمريكية في المحيط الهادئ وانتصارها في جوادالكانال بعد أشهر من المعارك في مواجهة القوات اليابانية وتحقيق الانتصارات المتوالية في ميدواي وبحر كورال.
من جانبه، اتخذ أدولف هتلر أولى الإجراءات التي أدت إلى التعبئة العامة في كافة أرجاء ألمانيا، وفي الثاني من فبراير صدرت القرارات بغلق قرابة المائة ألف من المطاعم والملاهي لإجبار القوى الشعبية على المشاركة بصورة أكبر في المجهود الحربي.

## التحضيرات والحضور
حرص غوبلز على تأجيج المشاعر الحماسية المناصرة للحزب النازي، حيث عمد إلى ترتيب مقاعد الحضور تحت لافتة ضخمة مكتوب عليها بالألمانية مُستخدمًا الأحرف الاستهلالية TOTALER KRIEG — KÜRZESTER KRIEG أو (الحرب الشاملة - الحرب الأقصر)، كما استخدم العديد من الأعلام والرايات التي تحمل شعارات الحزب، ولا سيما الصلبان المعقوفة.
وعلى الرغم من ادعاءات غوبلز بأن الحضور تضمّن مختلف فئات الشعب والمجتمع الألماني عمومًا؛ بما في ذلك الجنود، والأطباء، والعلماء، والمهندسين، والمعماريين، والفنانين، والمدرّسين، وكذلك أصحاب الياقات البيضاء إلا أنه بدا جليًا لمن هم خلف الكواليس براعة انتقاء غوبلز للحضور بعناية فائقة، ولعل أبرز الأدلّة على ذلك تصريح غوبلز نفسه لألبرت شبير عقب الانتهاء من إلقاء كلمته، إن هذا الجمع من الحضور قد يكون أفضل الجموع المُدرّبة على الإطلاق في سائر ألمانيا.

## التفاصيل
من جانبه، استند غوبلز في خطابه إلى نظريات ثلاث:
1. لو لم تتمكن الفيرماخت من التخلّص من الخطر المُقدم من الجبهة الشرقية لسقط الرايخ الألماني في براثن البلشفية، وما هي إلا فترة وجيزة وستتبعه أوروبا كلها لنفس المصير،[2]
2. على الفيرماخت، والشعب الألماني، ودول المحور وحدها، إنقاذ أوروبا من هذا المصير،[2]
3. اقتراب الخطر بشدة، والذي أضحي يدق أبواب الحدود الألمانية، وعلى ألمانيا التحرك سريعًا وبحزم، قبل فوات الأوان.[2]

وخلص غوبلز في كلمته إلى أن «ألفي عام من تاريخ أوروبا أصبحت في خطر»، وألقى بأسباب الفشل الألماني على اليهود، كما وصف التعبئة العامة في مختلف أنحاء الدولة السوفيتية «بالمخطط الشيطاني»، موضحًا أنه لا سبيل لمجابهة الخطر البلشفي إلا باستخدام خطط وآليات مشابهة، وليست مماثلة، لتلك التي يستخدمها الاتحاد السوفيتي مُشيرًا إلى عزم البلاد على انتهاج سياسة الحرب الشاملة، موضحًا الإجراءات التقشفية التي كانت البلاد بصدد انتهاجها، واصفًا إياها بالإجراءات المؤقتة.
على الجانب الأخر، ترجع الأهمية التاريخية لهذا الخطاب كونه الأول من نوعه الذي تضمّن اعترافًا ضمنيًا من قادة الحزب مفاده تعرّض المؤسسة العسكرية الألمانية للخطر، وما ترتّب عليه من إعلان حالة التعبئة العامة في مُختلف أنحاء ألمانيا، الأمر الذي ساهم بشكل أو بأخر عفي إطالة أمد الحرب، تحت الشعار النازي الشهير «ولتهب العاصفة!» (Und Sturm, brich los!)، واستمر غوبلز في مغالطة الواقع وتمادى في ادعائه أنه ما من فرد من الشعب الألماني أجمع يسعى إلى تسوية الوضع الحالي بأي طريقة كانت، وأن الأمة بأسرها لا تفكّر سوى في حربٍ ضروس.
كما حاول غوبلز ضحد التقارير الصحفية الصادرة عن وكالات أنباء قوات الحلفاء، والتي تحدثت عن فقدان الشعب الألماني لأمله في الانتصار في الحرب، وذلك عن طريق إلقاء بعض الأسئلة على الحضور في نهاية الخطاب، قائلًا على سبيل المثال:

هل تثقون، كما يثق الفوهرر ونحن، في الانتصار التام للشعب الألماني في نهاية هذه الحرب؟ هل أنتم على استعداد، كما هو حال الشعب الألماني أجمع، للعمل لعشر، أو إثنتي عشرة أو ربما أربع عشرة ساعة يوميًا إذا أمر الفوهرر بذلك، والتضحية بكل شئ في سبيل النصر؟ أتريدون الحرب الشاملة؟ وإذا لزم الأمر، حرب أشمل وأقصى مما يمكن تصوّره اليوم؟

جدير بالذكر، اختلاف النُسخة المُدوّنة كتابيًا عن النُسخة المُسجّلة، خاصة فيما يتعلّق بتجاوب الحشود الحاضرة وتفاعلها أثناء الخطاب والتي دائما ما تعجز النُسخ المكتوبة عن وصفها بالصورة الأنسب.
ولعل أبرز الاختلافات بين النسخة المُسجّلة والأخرى المكتوبة هو بداية حديث غوبلز عن «إبادة» اليهود، في مقابل بعض المصطلحات الأقل صرامة والتي استُخدمت في النُسخة المكتوبة، وذلك من خلال حديثه عن «الحل للمشكلة اليهودية»، إلا أنه لم يُكمل حديثه بهذا الشأن.

## مقولات
| النص الألماني الأصلي | الترجمة العربية                                                                                 |
| --- | ----------------------------------------------------------------------------------------------- |
| Ich frage euch: Wollt ihr den totalen Krieg? Wollt ihr ihn, wenn nötig, totaler und radikaler, als wir ihn uns heute überhaupt erst vorstellen können? | "الآن أسألكم: هل تريدون حربًا شاملة؟ وإذا لزم الأمر، أشمل وأقصى مما يُمكن تصوره في الوقت الحالي؟" |
| […] | […]                                                                                             |
| Nun, Volk, steh auf und Sturm brich los! | "الآن، انهض أيها الجمع، ولتهب العاصفة!"                                                         |
| |                                                                                                 |

وقد جاء ذكر السطر الأخير في قصيدة ألمانية تحت عنوان Männer und Buben (رجال وأولاد) للمؤلف كارل ثيودور كورنر التي ألّفها خلال حقبة الحروب النابليونية، واستخدم أدولف هتلر الكلمات نفسها في خطبة ألقاها عام 1920 حملت عنوان «ما نريد» ألقها في الهوفبراوهاوس بميونخ، كما استخدم غوبلز الكلمات نفسها في خطبة سابقة ألقاها في 6 يوليو من عام 1932 خلال الحملات الانتخابية التي سبقت استيلاء الحزب النازي على سُدة الحكم في ألمانيا.

## الاستقبال الشعبي
استمع الملايين من الألمان لخطاب غوبلز عن طريق المذياع، ومع استمرار غوبلز في الحديث عن سوء الحظ الذي واجه القوات الألمانية خلال الأسابيع السابقة، والصورة غير المُكتملة للوضع والذي تقوم وكالات أنباء الحلفاء بتصويرها، تفاعلت الجموع مع الخطاب بصورة متعصبة مُحققة أثرًا أوقع من هذا الذي رمى إليه غوبلز، حتى مع انتقائه للحضور، مُبرهنًا على كفائته كوزير للدعاية النازية، وذلك من خلال محاولاته الرامية للتأثير على هتلر وإجباره على إعطاء غوبلز سلطات أوسع في التحكم في اقتصاديات الحرب.

## وصلات خارجية
- خطاب شبورتبالاست كاملًا: خطاب شبورتبالاست كاملًا بترجمة إنكليزية نسخة محفوظة 9 أغسطس 2014 على موقع واي باك مشين.، بالإضافة إلى النص كاملًا بالألمانية